# Abraham Duquesne-Guitton
Pour les articles homonymes, voir Duquesne et Guitton.
Abraham Duquesne-Guitton, seigneur de Bellebat, parfois orthographié Duquesne-Guiton, né vers 1653 et mort le 12 mai 1724 à Rochefort, est un officier de marine et explorateur français. Capitaine de vaisseau, puis chef d'escadre, il terminera sa carrière gouverneur général des Isles du Vent, après sa conversion au catholicisme. Ce que son grand-oncle le « grand Duquesne » (1610-1688) ne se résolut jamais à faire.

## Biographie
Abraham Duquesne-Guitton est le fils de Jacob Duquesne, capitaine de vaisseau, et de Suzanne Guitton (fille de Jean Guiton).
En 1687, il quitte le Cap de Bonne-Espérance à bord de L'Oiseau, avec à bord l'ambassadeur de France, Claude Céberet du Boulay, afin d'établir une ambassade de France au royaume de Siam.
Il passe au large de la Terre d'Eendracht sur la côte de l'Australie-Occidentale et près des côtes, au niveau de l'embouchure de la rivière Swan le 4 août - il s'agit là du premier contact d'un navigateur français avec l'Australie. Dans son journal de bord, il écrit que cette terre avait l'air très accueillante, et couverte de verdure malgré « le fait que l'on était en plein milieu de l'hiver dans ce pays »?
Le journal de bord de l'expédition, écrit par Bremond, chirurgien major, précise : « Nous ne savons pas précisément par quel peuple [ce territoire] est habité ou peut-être qu'il n'y a personne ». 
Son neveu, Gédéon Nicolas de Voutron, croisera également au large des côtes de l'Australie la même année sur un autre navire, et sous les mêmes latitudes.
Promu chef d'escadre en 1705, il est nommé gouverneur général des Isles du Vent en récompense de son renoncement à sa foi protestante et à sa conversion au catholicisme, il occupe ce poste de 1714 à 1717.
Marié à Marie-Marguerite Nicolas de Voutron, il est le beau-père de Jacques de Queux de Saint-Hilaire, lieutenant général de la capitainerie garde-côtes de Soubise (grand-oncle de Philippe Dequeux De Saint-Hilaire), du marquis Charles du Rousseau de Fayolle, de Jean Prévost de Traversay (grand-père de Jean-Baptiste Prevost de Sansac de Traversay) et de Sévère Michiel de Lisardais, capitaine de vaisseau.

### Sources et bibliographie
- Claude Merle, « Duquesne-Guitton », sur www.histoire-de-guerre.net (consulté le 23 octobre 2016).
- Raphaël Vongsuravatana, Guy Tachard ou la Marine française dans les Indes orientales (1684-1701). In: Histoire, économie et société. 1994, 13e année, no 2. p. 249-267

- (en) Cet article est partiellement ou en totalité issu de l’article de Wikipédia en anglais intitulé « Abraham Duquesne-Guitton » (voir la liste des auteurs).